# デイヴィッド・ゴードン
デイヴィッド・ゴードン（David Gordon、1967年 - ）は、アメリカ合衆国の推理作家。ニューヨーククイーンズ区出身。サラ・ローレンス大学で英文学の修士号を取得、コロンビア大学で比較文学とライティングの修士号を取得し、映画・服飾・出版・ポルノグラフィ関連の仕事をした。
2010年に出版した処女作『二流小説家』がVCU新人作家賞を受賞し、エドガー賞 処女長編賞の最終候補となる。同作は日本で翻訳ミステリー大賞の最終候補となったほか、「週刊文春ミステリーベスト10」（文藝春秋）、「このミステリーがすごい!」（宝島社）、「ミステリが読みたい!」（早川書房）の全てで1位を獲得し、2013年には『二流小説家 シリアリスト』のタイトルで上川隆也主演、猪崎宣昭監督で映画化された。
主要なブック・ランキングを総なめにしたことで日本での知名度は上がったものの、アメリカ本国では処女作のタイトル同様“二流小説家”のいわゆるビッグ・イン・ジャパンであり、教師と兼業しながらごく普通の生活を送っているという。

## 作品
- 『二流小説家』 The Serialist （ 2010年 /  2011年3月 ハヤカワ・ポケット・ミステリ 青木千鶴訳）
- 『ミステリガール』 Mystery Girl （ 2013年7月 /  2013年6月[5] ハヤカワ・ポケット・ミステリ 青木千鶴訳）
- 「ぼくがしようとしてきたこと」（早川書房編オムニバス短編集『ミステリアス・ショーケース』に収録）
- 『雪山の白い虎』 White Tiger on Snow Mountain（ 2014年10月 /  2014年12月 早川書房 青木千鶴訳）